# Инциденты с турецкими кораблями в ходе Танкерной войны
Инциденты с турецкими кораблями в ходе Танкерной войны — составляли серию атак и уничтожение транспортных гражданских турецких кораблей в ходе т. н. «Танкерной войны» между Ираном и Ираком, которая продлилась с 1982 по 1988 год. Турция стала первой страной чьи танкеры были атакованы в этом конфликте.

## Список инцидентов
30 мая 1982 года иракские истребители-бомбардировщики Су-22 250-кг бомбами разбомбили турецкий танкер Atlas 1 (водоизмещение 142 800 тонн), стоящий в нефтяном терминале у острова Харк. Корабль получил тяжёлые повреждения и был отправлен на ремонт. Это была первая атака в так называемой «Танкерной войне».
4 сентября 1982 года возле порта Бендер-Хомейни иракская авиация ракетой потопила турецкий сухогруз Mar Transporter (10 182 брт). 3 турецких моряка из 32 было убито.
1 марта 1984 года большой конвой кораблей под иранской охраной был расстрелян иракской авиацией. Турецкий сухогруз Sema G получил попадание ракеты Exocet с иракского вертолёта SA.321GV, 2 турецких моряка и 8 иранских солдат охраны было убито. Горящий корабль отбуксировали и пустили на слом.
1 мая 1984 года турецкий танкер Burak M, перевозивший 120 000 тонн нефти получил попадание ракеты Exocet с иракского самолёта, никто не пострадал, корабль отправился на ремонт.
3 июня 1984 года возле острова Харк иракский истребитель-бомбардировщик Super Etendard ракетой Exocet поразил турецкий танкер Buyuk Hun (водоизмещение 153 281 тонн, вместимость 80682 брт). 3 турецких моряка было убито, корабль отправлен на ремонт.
9 июля 1985 года турецкий танкер M Ceyhan (водоизмещение 226 145 тонн) получил попадание ракеты иракской авиации. Корабль получил тяжёлые повреждения и был отправлен на ремонт, никто не пострадал.
12 июля 1985 года турецкий супертанкер M Vatan (водоизмещение 392 799 тонн) получил попадание ракеты иракской авиации. Корабль получил тяжёлые повреждения и был отправлен на ремонт, никто не пострадал.
2 марта 1986 года турецкий танкер Atlas 1 второй раз за войну был поражён, в этот раз ракету AS.12 выпустил иранский вертолёт AB.212 ASW, возможно это был «дружественный огонь», так как в первый раз его поразили иракские самолёты.
24 июня 1987 года турецкий сухогруз Hira III (водоизмещение 30 600 тонн) возле острова Харк получил попадание ракеты Exocet с иракского истребителя бомбардировщика Mirage F1. Корабль получил значительные повреждения, 7 турецких моряков было ранено.
Была ещё одна атака на турецкий корабль, которая была проведена Ираном, но подробностей о ней найти не удалось.

## Итоги
Всего было произведено 10 атак на 8 турецких кораблей (8 Ираком и 2 Ираном). Полных данных о количестве погибших нет.